# Florian Uhlig (Fußballspieler)
Florian Uhlig (* 16. Juli 1995 in Wien) ist ein österreichischer Fußballspieler.

## Karriere
Uhlig begann seine Karriere beim ASV 13. 2007 wechselte er zum SC Perchtoldsdorf. 2009 kam er in die Akademie des FC Admira Wacker Mödling, in der er bis 2013 spielte.
Im Oktober 2012 debütierte er für die Amateure der Admira in der Regionalliga, als er am elften Spieltag der Saison 2012/13 gegen den 1. Simmeringer SC in der 90. Minute für René Schicker eingewechselt wurde. Seinen ersten Treffer in der Regionalliga erzielte er im September 2013 bei einem 3:1-Sieg gegen den Wiener Sportklub.
Im Jänner 2015 wechselte er zum 1. SC Sollenau. In seinen eineinhalb Jahren bei Sollenau absolvierte er 41 Spiele in der Regionalliga und erzielte dabei zwei Tore.
Zur Saison 2016/17 wechselte er zum SKU Amstetten. Mit Amstetten stieg er 2018 in die 2. Liga auf. In der Aufstiegssaison 2017/18 absolvierte er 30 Spiele, in denen er drei Tore machen konnte.
Sein Debüt in der zweithöchsten Spielklasse gab er im Juli 2018, als er am ersten Spieltag der Saison 2018/19 gegen den Floridsdorfer AC in der Startelf stand und in der Halbzeitpause durch Michael Drga ersetzt wurde. Nach der Saison 2018/19 verließ er Amstetten und wechselte zum Regionalligisten SC Neusiedl am See. Für die Burgenländer kam er zu 16 Regionalligaeinsätzen. Im Februar 2020 kehrte er zu Amstetten zurück. Für Amstetten kam er bis Saisonende zu fünf Zweitligaeinsätzen.
Zur Saison 2020/21 wechselte er zum viertklassigen SCU Kilb. Für Kilb absolvierte er sieben Partien in der Landesliga. Im Februar 2021 schloss Uhlig sich dem Regionalligisten ASV Draßburg an. Für Draßburg kam er allerdings aufgrund des COVID-bedingten Abbruchs der Saison 2020/21 nie zum Einsatz. Zur Saison 2021/22 wechselte er zum viertklassigen Kremser SC.